# Diga del Tannensee
La diga del Tannensee è una diga di terra situata in Svizzera, nel canton Obvaldo, nel comune di Kerns.

## Descrizione
Inaugurata nel 1958, ha un'altezza di 25 metri e il coronamento è lungo 640 metri. Il volume della diga è di 360.000 metri cubi.
Il lago creato dallo sbarramento, il Tannensee, ha un volume massimo di 3,8 milioni di metri cubi, una lunghezza di 900 m e un'altitudine massima di 1975 m s.l.m. Lo sfioratore ha una capacità di 13 metri cubi al secondo.
Le acque del lago vengono sfruttate dall'azienda Elektrizitätswerk Obwalden.